# Villa Medicea del Trebbio

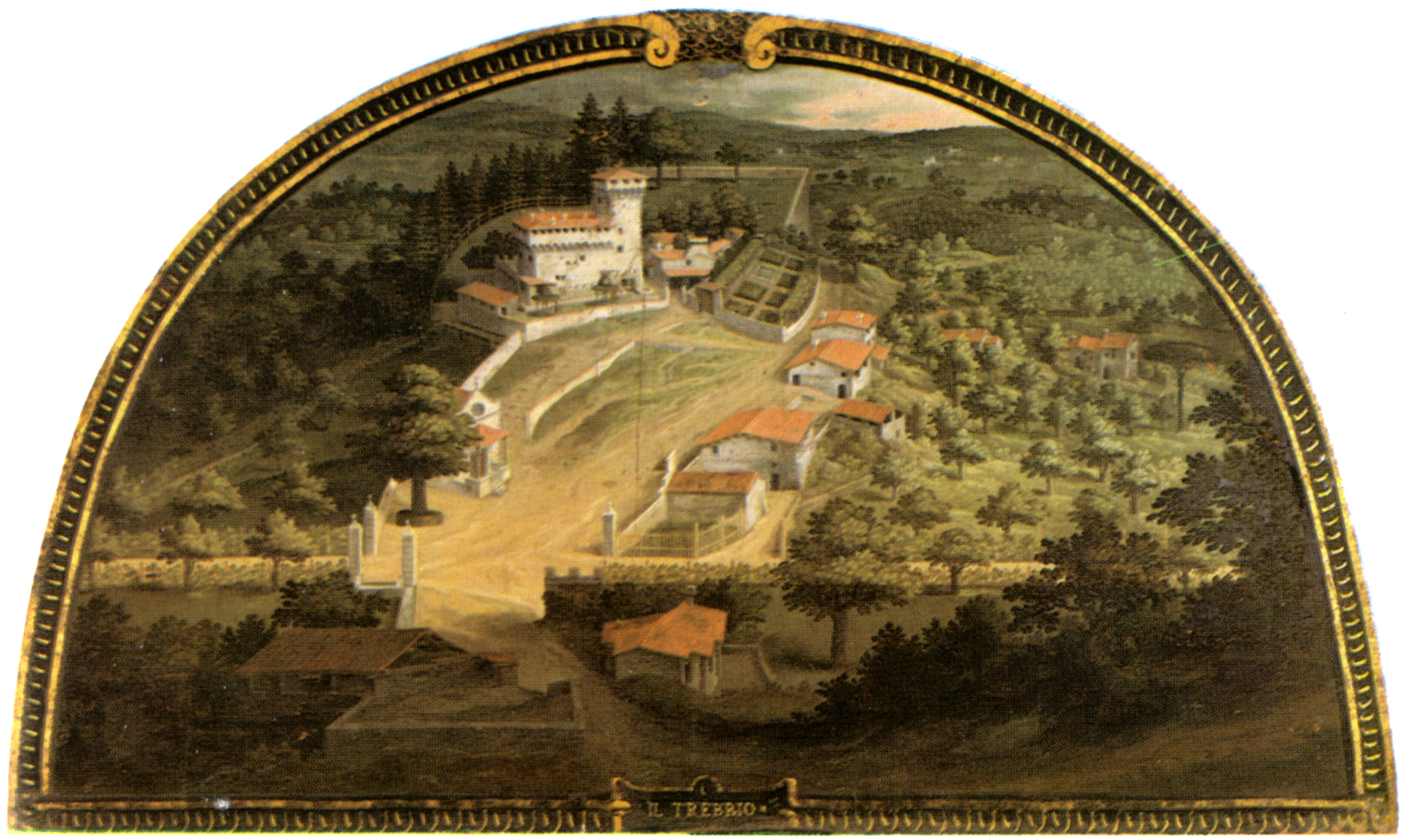
A Villa Medicea del Trebbio representada numa pintura de Giusto Utens (1599-1602), Museo di Firenze com'era.

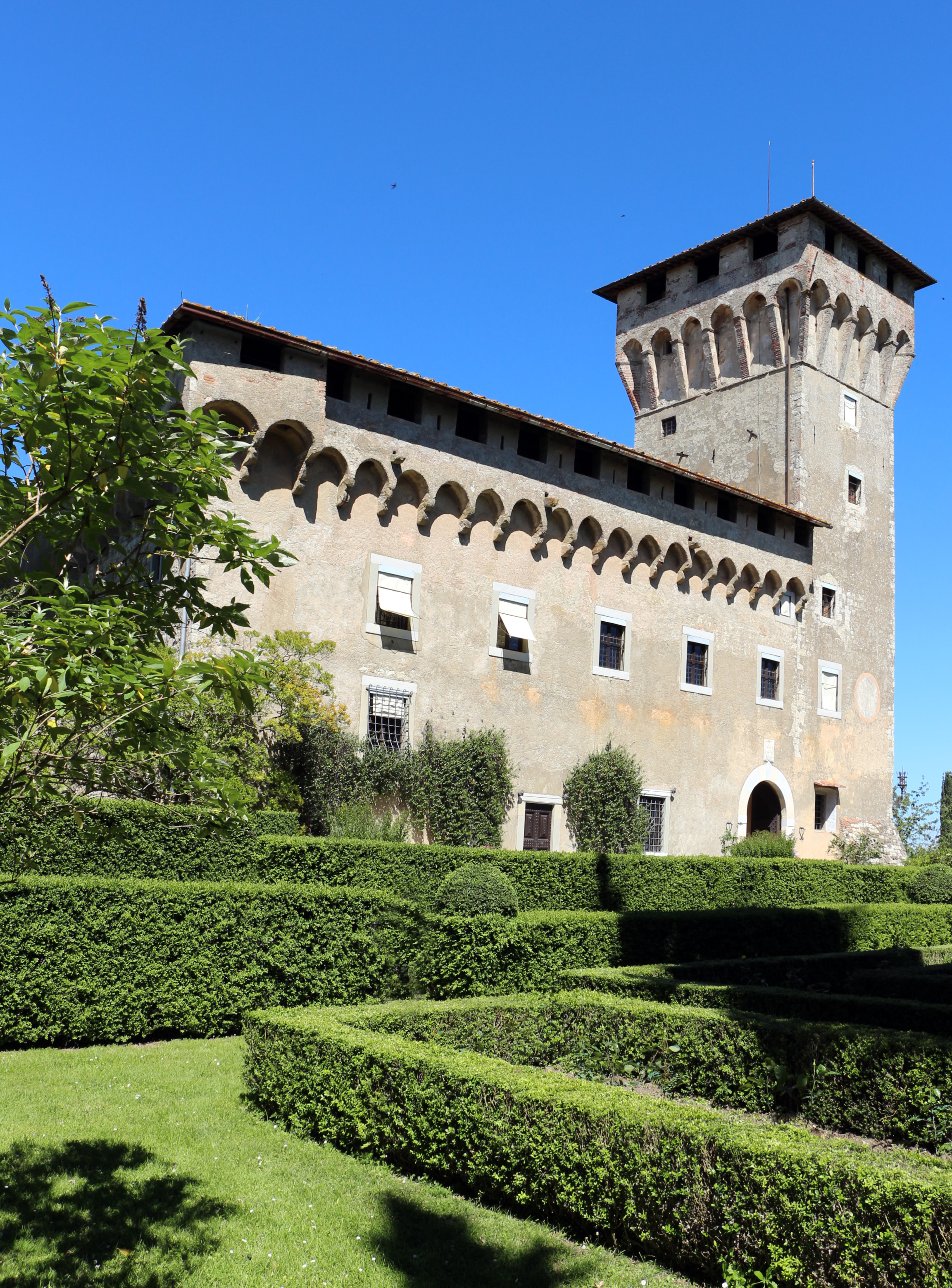
Villa Medicea del Trebbio

A Villa Medicea del Trebbio é um palácio da Itália localizado em San Piero a Sieve, região de Mugello, na Província de Florença. Na famosa iluminura de Giusto Utens é chamada de Il Trebbio.

## História
A villa encontra-se na zona de onde eram originários os Médici e foi uma das primeiras residências (se não a primeira) que estes fizeram construir fora de Florença. Já pertencia, de facto, a João de Bicci de Médici, o patriarca da fortuna familiar. A propriedade encontrava-se numa posição estratégica, no alto de uma colina que dominava o vale do Sieve, numa confluência viária (Trebbio significa, de facto, trivio, o que designa um ponto de onde, ao contrário de bivio, partem três estradas).
Depois da sua morte, em 1428, o filho Cosme de Médici encarregou o seu arquitecto Michelozzo de reconstruir o edifício que se devia assemelhar a um castelo fortificado. Vasari indica-o como segundo a ser reestruturado, depois da Villa Medicea di Cafaggiolo e antes da Villa Medicea di Careggi, embora estudos recentes tenham provado que a primeira absoluta foi Il Trebbio .
A disposição da villa ainda está ligada à maneira medieval, em vez de ser um lugar ameno e ordenado com o espírito humanístico-renascentista. Michelozzo manteve a torre de guarda da sólida estrutura privada de janelas, aumentando a trincheira com suportes (como no perímetro externo), e conservando ainda outros elementos tipicamente "castelões" como o fosso e a ponte levadiça. Ao centro encontra-se um pátio com poço.
No entanto, introduziu novidades ditadas pela necessidade de distracção do proprietário, como o jardim murado, verdadeiramente insólito para a época e provavelmente o primeiro exemplo numa zona suburbana, que indica o reflorescimento da tipologia de villa tão cara aos antigos romanos.

## Jardim
O jardim da Villa Medicea del Trebbio foi realizado sobre dois terraços à direita da villa: no terraço superior conservou-se um caramanchão em alvenaria com uma dupla fila de colunas com capitéis jónicos em arenito ou em folha de água; no terraço inferior existia um segundo caramanchão, actualmente desaparecido, enquanto que permaneceu a aproximação das hortas com um tanque. Na horta, Cosme de Médici distraía-se das preocupações da vida política citadina, tendo sido descrito pelos biógrafos como amante da poda das árvortes de fruto por prazer, segundo uma técnica de que era "entendidíssimo".
À esquerda da villa, isolada, encontra-se uma pequena capela. Era, então, circundada por bosques e por uma vasta propriedade agrícola, que confinava com a da Villa di Cafaggiolo.
A villa foi ampliada por Cosme I, que gostava de caçar na sua propriedade, e pelo seu filho Ferdinando I, que a uniu a outras possessões. Ferdinando I vendeu-a, no ano de 1644, a um rico florentino, Giuliano Serragli, o qual a cedeu aos padres filipinos. No século XVIII demoliram a casa rural adossada à villa para plantar um bosque de cipestres. O jardim que antecede a villa, com rosas e sebes de buxo foi inaugurado no século XX.
Actualmente, depois de ter passado por outras mãos, a Villa Medicea del Trebbio pertence a um privado.